# メロウ・シーズン
「メロウ・シーズン」は、1985年3月22日に発売された橋本美加子のデビュー・シングル。

## 解説
- 15歳の誕生日に発売されたデビュー曲。
- キャッチフレーズは『まつ毛ちゃんに逢ったらよろしくと。』『君と逢いたい85』の2パターン。
- 第4回メガロポリス歌謡祭・優秀新人エメラルド賞受賞曲。
- 1985年3月21日にデビュー曲発表会が豊島園で行われた。

## 収録曲
- 両楽曲共に、作詞：三浦徳子／作曲：小田裕一郎

1. メロウ・シーズン（3分43秒）
編曲：入江純
2. 夕暮れボン・ボヤージュ（3分49秒）
編曲：馬飼野康二